# Bomolocha olivacea
Bomolocha olivacea är en fjärilsart som beskrevs av Augustus Radcliffe Grote 1873. Bomolocha olivacea ingår i släktet Bomolocha och familjen nattflyn. Inga underarter finns listade i Catalogue of Life.